# NGC 3278
NGC 3278 é uma galáxia espiral (Sc) localizada na direcção da constelação de Antlia. Possui uma declinação de -39° 57' 21" e uma ascensão recta de 10 horas, 31 minutos e 35,5 segundos.
A galáxia NGC 3278 foi descoberta em 2 de Março de 1835 por John Herschel.